# Aaliyah Alleyne
Aaliyah Alicia Alleyne (* 11. November 1994 in Barbados) ist eine barbadische Cricketspielerin, die seit 2019 für das West Indies Women’s Cricket Team spielt.

## Aktive Karriere
Sie begann das Cricket-Spiel mit 18 Jahren und wurde in der Folge ein wichtiger Bestandteil der Mannschaft von Barbados. Im Sommer 2016 spielte sie eine Saison in Durham. Ihr Debüt in der Nationalmannschaft absolvierte sie auf der Tour gegen Indien im November 2019. In der WODI-Serie konnte sie in ihrem zweiten Spiel 2 Wickets erzielen (2/38). In der Folge hatte sie zwei Einsätze beim ICC Women’s T20 World Cup 2020 gegen Thailand und England. In der folge hatte sie vereinzelte Einsätze für das west-indische Team. Bei den Touren in England (2/25) im September 2020 und gegen Pakistan (2/23) im Juni 2021 konnte sie jeweils einmal 2 Wickets in WTwenty20s erreichen. Dies gelang ihr ebenso auf der Tour gegen Südafrika (2/16) im September 2021. Im November 2021 konnte sie zwei Wickets (2/41) in der WODI-Serie in Pakistan erzielen. Im Februar 2022 wurde sie für den Women’s Cricket World Cup 2022 nominiert, konnte dort jedoch nicht überzeugen. Auch spielte sie für Barbados bei den Commonwealth Games 2022, doch blieb sie auch dort glanzlos. Ähnlich erging es hier beim ICC Women’s T20 World Cup 2023.